# Avisdrengen Dinty
Avisdrengen Dinty er en amerikansk stumfilm fra 1920 af Marshall Neilan og Henry Symonds.

## Medvirkende
- Pat O'Malley som Kirk Connelly
- Wesley Barry som Dinty
- Agnes Ayres som Helen Allen
- J. Barney Sherry som Gordon
- Charles Hill Mailes som J.L. Rich
- Noah Beery Sr. som Dr. Ord
- Bull Montana
- Walter Long som Jim Hogan
- Lydia Yeamans Titus som Lilly Doody
- George Dromgold som Thomas Hickson
- Edward Cooper som W.W. Crocker
- Charles West som Slim Hogan
- Samuel G. Blythe
- Myles Lasker
- Ring Lardner
- Irvin S. Cobb
- Arthur Brisbane
- Robert Edgren
- Fred L. Wilson